# أبو المنتصر البلوشي
عبد الرحيم عبد الله ملا زادة (بالفارسية: عبد الرحیم عبد الله ملازاده) المعروف بإسمه المستعار أبو المنتصر البلوشي في العالم العربي، هو ناشط دعوي إيراني معارض لنظام الجمهورية الإسلامية الإيرانية في طهران. ولد في محافظة سيستان شرق إيران عام 1957م. ينتمي الدكتور ملازاده إلى عائلة إيرانية سنية ذات أهمية سياسية بسبب كونها مرجعية سنية في إيران وعلاوة على ذلك حصول أحد أعضائها، عبد العزيز ملا زاده شقيق الدكتور عبد الرحيم ملازاده، على مقعد في مجلس خبراء القيادة كنائب عام عن السنة في إيران عقب اندلاع الثورة الإسلامية عام 1979 م.
وقد كانت تربط عائلة ملازاده صلات مباشرة بالمرشد الأعلى والأب الروحي للثورة سيد روح الله خميني كما تربطه صلات شخصية بأية الله برقعي الذي ترك التشيع وتسنن بعد أن كان مجتهدا شيعياً في قم. علاوة على ذلك فإن للدكتور ملازاده صلات بالكثير من الدعاة في العالم العربي على رأسهم عثمان الخميس، عدنان العرعور، عبد الرحمن الدمشقية، محمد بن سرور زين العابدين، عبد الرحمن السديس - إمام الحرم المكي الشريف - والدكتور وليد طبطبائي النائب الحالي في مجلس الأمة الكويتي.
يقيم الدكتور ملازاده حاليا في العاصمة البريطانية لندن حيث يدير قناة توحيد الفارسية التي يعد الدكتور مؤسسها الرئيسي. ويجدر التنبيه إلى أن قناة «وصال الفارسية» التي أنشأها الدكتور ملازاده ثم تحولت في ما بعد إلى قناة «توحيد» ليست هي ذاتها قناة «وصال الحق» الناطقة أيضا بالفارسية، حيث نشأت الأخيرة نتيجة لخلاف بين الدكتور ملازاده وقناة وصال حول الميزانية وطبيعة الخطاب، وحيث انتهى الخلاف بإنشاء قناتين باللغة الفارسية تحملان اسم وصال إلى أن تم تغيير اسم قناة الدكتور ملازاده في عام 2014 من «وصال الفارسي» إلى «توحيد».

## النشأة

### التعليم
تخرّج الدكتور عبد الرحيم ملازاده من الثانوية العلمية ثمّ التحق بالجامعة الإسلامية في المدينة المنورة عام 1979 م وتعلم العربية فيها والتحق بكلية الدعوة وأصول الدين إلى أن وصل إلى السنة الثانية حين شملته تصفية بسبب أغراض أمنية آنذاك، فذهب إلى سوريا وأكمل دراسته هناك في كلية الشريعة بجامعة دمشق وتخرج منها عام 1984 م.
درس الدكتور عند الكثير من مشايخ دمشق كالشيخ عبد القادر الأرناؤوط وآخرين غيره. التحق بعد تخرجه من دمشق بقسم الماجستير في كلية الإمام الأوزاعي في بيروت وتخرج منها عام 1989 م، ثم سجل الدكتوراه في الكلية المذكورة وتخرج عام 1995 م وكان موضوع أطروحته: «تحول الفكر الإسلامي في إيران من السنة إلى الشيعة خلال العهد الصفوي» الذي إقترحه في الماجستير ولم يقبل لظروف أمنية معينة.

### العمل
أسس الدكتور ملازاده رابطة أهل السنة في إيران بعد عام من قيام الثورة الإسلامية في إيران، وبالرغم من أنه كان في بداية الثورة من أنصار الخميني ومن السالكين لنهج الثورة الإسلامية إلا أنه غير موقفه من النظام الإيراني بعد صياغة الدستور الذي رأى فيه الدكتور ملازاده دستوراً يقوم على أسس طائفية تخالف مبادئ الإسلام وتهدم روح الأخوة بين مختلف الطوائف الإسلامية.
قضى الدكتور ملازاده أربع سنوات في الأمارات العربية المتحدة بعد مغادرته إيران. كان يلتقي بشكل دائم بإبن أخيه المولوي عبد الملك ملازاده في الشارقة حيث كان الأخير معارضاً سياسياً للنظام الإيراني هو الآخر. لم تكن للدكتور عبد الرحيم ملا زاده نشاطات سياسية علنية في دولة الإمارات حيث كان يستخدم أسماء مستعارة لنشر مقالاته، مثل «أبو منتصر البلوشي» والذي عرف به الدكتور على مستوى واسع جداً بعد خروجه من الإمارات إلى لندن.

### اللجوء السياسي
كان ملا زاده قد أحس بالخطر في الإمارات بعد أن تمكنت أجهزة الأمن الإيرانية من تتبع المولوي عبد الملك ملا زاده عائداً من الإمارات إلى إيران حيث تمكنت من اغتياله قرب الحدود الإيرانية الباكستانية، مما جعل الدكتور عبد الرحيم ملا زاده يعيد النظر في تواجده بالإمارات. وبالرغم من صلاته الوثيقة بجهاز الشرطة في الشارقة - التي كان يقيم فيها - إلا أنه اختار أن يغادر الإمارات متوجهاً إلى العاصمة البريطانية لندن لطلب اللجوء السياسي في عام 1997 م.
وافقت الحكومة البريطانية على طلبه وحصل على اللجوء السياسي ومن ثم على الإقامة الدائمة في لندن حيث كان يحظى كناشط سياسي بحماية السكوتلنديار على الأراضي البريطانية، وهناك بدأ سلسلة من النشاطات الإعلامية التي هاجم من خلالها النظام الإيراني مديناً ما وصفه بوحشية آلة القمع الإيرانية ضد السنة في كل من سيستان ومكران وخراسان والأحواز وكردستان وغيرها من المناطق التي يكثر فيها التواجد السني. وقد كان الدكتور يظهر بشكل مستمر على قنوات فضائية عربية مثل قناة الحوار وكان فوق ذلك يمارس نشاطه الإعلامي الموجه إلى العالم الإيراني عبر القناة الفارسية رنگ ا رنگ المعادية للنظام الديني في إيران والتي تتخذ من واشنطن مقراً لها.

## قناة المستقلة
كانت قناة المستقلة التي يديرها الدكتور محمد الهاشمي من مقرها في لندن هي نقطة انطلاق ملازاده في العالم العربي، حيث انطلق في رمضان عام 2002 م برنامج حواري باسم: «الحوار الصريح بعد التراويح» على هذه القناة التي استضافت عدداً من علماء السنة - من بينهم الدكتور ملازاده وعثمان الخميس وعدنان العرعور - مقابل عدد من علماء الشيعة للقيام بمناظرة على الهواء. لقي البرنامج ترحيباً واسعا في العالم العربي وخصوصا في دول الخليج العربي حيث تمثل المسألة الشيعية تحدياً للمنطقة على المستوى الاجتماعي والسياسي.

## سفره إلى السعودية وتأسيس قناة وصال الفارسية
كانت المناظرات التي شارك فيها الدكتور ملازاده في قناة المستقلة سببا في تلقي الدكتور ملازاده دعما لوجستيا من الحكومة السعودية، حيث تمت دعوته إلى الرياض عام 2007 لحضور مؤتمرات دينية، ومن خلالها التقى الدكتور ملازاده بعدد من الأمراء السعوديين أبرزهم الأمير نايف بن عبد العزيز والأمير متعب بن عبد العزيز حيث وعدته الحكومة السعودية بدعم القضية السنية والمساعدة في إنشاء قناة سنية ناطقة بالفارسية موجهة إلى الشعب الإيراني.
تم تأسيس قناة وصال الفارسية والتي تتخذ من لندن مقرا لها على يد الدكتور ملازاده عام 2010، ولكنها لم تباشر عملها بشكل كامل إلا بحلول عام 2011 بسبب وجود خلافات داخلية حول نوعية الخطاب والشؤون الإدارية. يقوم الدكتور ملازاده حاليا بإدارة القناة تنفيذيا وماليا كما أنه يظهر من خلالها في برنامج يومي له تحت اسم «د. مولانا ملازاده». تبث القناة برامجها من العاصمة البريطانية لندن، حيث يقيم الدكتور ملازاده.
يشتبه في أن تكون القناة قد موّلت من الحكومة السعودية لأغراض سياسية منها العلاقات المتدهورة بين إيران ودول مجلس التعاون (وعلى رأسها السعودية)، إلا أن الدكتور ملازاده ينفي هذا الكلام ويقول أن القناة قامت على التبرعات الشعبية وأنها لا تتلقى دعما من أي جهة حكومية. وقد كان الدكتور ملازاده قد وجه انتقادا للأداء السعودي في إنشاء القناة حيث وصفه بـ«البطيء» والـ«منعدم» في بعض الأحيان. كما كان الدكتور في برامجه التلفازية على قناة وصال الفارسية قد اتهم بعض الأطراف في السعودية بعرقلة عمله و«التآمر» مع خصومه الذين ينتمي بعضهم أيضا إلى المعارضة الإيرانية، ويلاحظ الدكتور ملازاده: «إن الأموال التي تضخ الآن في قناة» وصال الحق" هي أموال حرام والعمل في مؤسستها حرام، لأنها أموال جمعتها بنفسي لهذه القناة التي أبث منها اليوم، ولكنهم سرقوها وتستثمروها من غير حق."
و كان الدكتور ملازادة قد هدد قناة وصال بالمقاضاة إذا استخدمت اسم «وصال الفارسي» الذي تحمله قناته، إلا أنه في نهاية المطاف، وبعد عدة اجتماعات تم عقدها بين الدكتور ملازاده وعدد من رجال الدين، تم التوصل إلى اتفاقية بين كل من رئيس مجلس إدارة قناة وصال والدكتور ملازاده وتم بموجبها الاعتراف باستقلال «وصال الفارسية» عن باقات وصال، كما تم الاتفاق على أن يوقف الدكتور ملازاده حملاته الإعلامية ضد وصال العربية والعاملين فيها.

## أفكاره وتوجهاته
يعد الدكتور ملازاده من أتباع المذهب السلفي، وهو مخالف لمذهب الإثنى عشرية وباقي المدارس الشيعية. ويعتقد الدكتور أن إيران تتخذ من التشيع ذريعة لغزو العالم الإسلامي ولتضع قدم لها في الدول العربية، وهذا ما يسميه الدكتور بالمشروع الصفوي في العالم الإسلامي والذي يهدف إلى نقل مركزية الإسلام من مكة إلى مدينة قم المقدسة في إيران. كما يلفت الدكتور الانتباه إلى ما يحدث للسنة في إيران، ويتهم السلطات الإيرانية بإخفاء الرقم الحقيقي للديمغرافيا السنية في إيران والتي (كما يزعم الدكتور) تتجاوز العشرين بالمئة، في حين تقول السلطات في إيران أنها لا تتجاوز العشرة بالمئة. ويؤكد الدكتور ملازاده باستمرار على أن بلاد فارس (إيران اليوم) قد لعبت دورا محوريا في تبلور التراث الإسلامي وفي خدمة الرسالة الإسلامية منذ نزول الوحي حتى وصول الصفويين إلى السلطة في إيران عند مطلع القرن السادس عشر، ويضيف: إن أهم الكتب والمخطوطات بعد القرآن جاءت من إيران وولدت في جو فارسي".
و بالرغم من معارضته للحكومة الإيرانية بشتى طوائفها وأحزابها إلا أنه أبدى ميلا للتيار الإصلاحي عندما أعلن تأيده للرئيس الإيراني محمد خاتمي، حيث قال ملازاده في إحدى ندواته بأنه يتوجب على العقلاء في المجتمع الإيراني، سنة وشيعة، أن يعطوا أصواتهم لهذا الرئيس الإصلاحي.
يخالف الدكتور ملازاده السلفية الجهادية التي يرى أنها مدرسة قائمة على تكفير رجال الدين والخروج على الحكام، وهذا في رأيه لا يحل مشاكل العالم الإسلامي. كما يرى أن العنف لا مبرر له وأن الجهاد لا يمكن أن يكون قرار «فردي طائش»، وإنما قرار تتخذه الأمة الإسلامية إذا شاءت. كما كان الدكتور في أحد ندواته عام 2010 قد برر التواجد العسكري الأمريكي في المملكة العربية السعودية قائلا أنه الحل الوحيد، وأن الدولة الإسلامية (كأي دولة أخرى) ليست بغنى عن التحالفات الدولية لتدبر أمورها.
و بالرغم من مخالفته لمنهج السلفية الجهادية إلا أن الدكتور ملازاده كان قد امتدح زعيم تنظيم القاعدة بن لادن في أحد مكالماته لقناة الجزيرة في لقاء خاص لها مع مايكل شوير، متهما الولايات المتحدة بشن حرب على العالم الإسلامي بـ«دافع عقدي وديني»، ولكنه أنكر بعد ذلك أي صفة إممتداح في حديثه عن بن لادن ان ذاك، وقال أن المداخلة لم تكن إلا أنتقاد للسياسات الأمريكية في حربها ضد الإرهاب.

## الانتقادات والتقييم الجماهيري
لقي الدكتور ملازاده ترحيبا واسعا في الكثير من الأوساط العربية لكونه داعية سني كان قد خرج من وسط شيعي أو من بيئة فارسية. يلقبه البعض في السعودية بـ"أسد السنة"، ويعتبر الدكتور ملازاده الوجه الأساسي في العالم العربي لحمل قضية أهل السنة في إيران، كما يعزو إليه الكثيرون نقل القضية الإيرانية السنية من داخل إيران إلى باقي العالم الإسلامي وخصوصا إلى العالم العربي والخليجي، ويصوره البعض بالمدافع عن المذهب السني لا ضد المذهب الشيعي فحسب، وإنما ضد ما يسميه بـ"المد الإيراني الصفوي"" في المنطقة والذي يرى الدكتور أنه إذا ترك لنفسه فسيصل الحرم ولن يكون بوسع أحد أن يوقفه بعد أن فات الأوان.
إلا أنه بالرغم من ذلك فقد لقي الدكتور ملازاده انتقادات لاذعة من بعض المشاهدين في العالم العربي والفارسي، فقد إتهمه البعض بأنه «يستغل العقلية القبلية للمملكة العربية السعودية» للحصول على المزيد من التغطية الشعبية حيث يدعي أنه من قبيلة إيرانية تعود أصلا إلى الجزيرة العربية، في حين يرى البعض أنه لا وجود لأي مؤشر حقيقي لذلك نظرا لتاريخ عائلته التي تشير بعض المصادر إلى أنها كانت ضمن موجات الهجرات التي هاجرت من إيران الوسطى إلى إيران الشرقية أيام التصفية العرقية لأهل السنة في العهد الصفوي لتستقر في أقاليم مثل سيستان وخراسان حيث يغلب التواجد السني بالفعل. إضافة إلى ذلك يتهمه البعض في السعودية بـ«الازدواجية السياسية»، حيث أنه وقبل مجيئه إلى السعودية عام 2007 كان قد وجه انتقادات لاذعة للحكومة السعودية بعد أن تم إرسال القوات الأمريكية إليها أثناء الحرب الخليجية الثانية. ويجدر بالذكر أن الدكتور ملازاده كان قد سجن بالفعل في المملكة العربية السعودية أثناء دراسته في جامعة المدينة المنورة بتهمة «النيل من هيبة السلطات».
و يتهم خصوم الدكتور ملازاده من الشيعة والإيرانيين الدكتور بـ«السخرية من قضية الإمام الحسين» وبـ«التبعية لحكومة آل سعود الوهابية»، ويتهمه البعض بـ«الجامية»، كما تتهم قناة وصال الفارسية التي أنشأها بأنها تتبنى خطاب مرسوم من قبل السلطات السعودية وأنها لا تعكس وجهة نظر مستقلة. نفى الدكتور هذه التهم وقال أنه لا يعترف أساسا بأي معنى لمصطلح الوهابية والذي يرى الدكتور أنه مصطلح للاستهلاك المحلي ولا يعكس أي قيمة حقيقية. كما ينكر الدكتور أي صلة لقناة وصال بالحكومة السعودية، بل ويذهب إلى أن هناك عرقلات من بعض الخلايا السعودية تواجهه يوميا.